# A Band Called O
A Band Called O (auch: Parlour Band, The O Band) war eine britische Rockband aus Jersey, die von 1971 bis 1977 bestand.
1971 gründeten die Jerseyer Musiker Craig Anders, Mark Anders, John Pix Pickerford (genannt Pix) und Peter Filleul die „Parlour Band“. Ein Jahr später wurde das selbstproduzierte Album „Is a Friend“ herausgebracht, welches jedoch nur wenig verkauft wurde.
1973 änderte die Band den Namen „Parlour Band“ in „A Band Called O“ um, zudem wurde sie von Epic Records unter Vertrag genommen. Im folgenden Jahr brachte die Band das gleichnamige Album „A Band Called O“ heraus, gefolgt vom Album „Oasis“ (1975).
Einfachheitshalber nannte die Band sich ab Ende 1975 „The O Band“. Außerdem stießen Derek Ballard und Jeff Bannister zur Gruppe. Dafür verließen Pix Pickford, Filleul und Mark Anders in der nächsten Zeit die Band. Mit Bannister änderte sich der Stil der Band und passte sich der US-amerikanischen Szene an. Des Weiteren wechselte die Band zu United Artists Records.
Mit „Within Reach“ brachte „The O Band“ 1976 ihr erfolgreichstes Album heraus, aus dem auch die Single „A Smile Is Diamond“ ausgekoppelt wurde. Das 1977er Album „The Knife“ konnte nicht daran anknüpfen und die Band löste sich auf.  Sowohl „Within Reach“ als auch „The Knife“ wurden vom deutschen Label Repertoire Records Ende der 1980er-Jahre auf CD veröffentlicht.

## Diskografie
- 1972: Is a Friend
- 1974: A Band Called O
- 1975: There Ain’t Nothing I Wouldn’t Do (nur 7")
- 1975: Oasis
- 1976: Within Reach
- 1977: The Knife